# Reggie Holmes
Reginald Tavon "Reggie" Holmes (Baltimore, Maryland, 8 de junio de 1987) es un jugador de baloncesto estadounidense que pertenece a la plantilla del Beirut Club de la Liga de Líbano. Con 1,93 metros de estatura, juega en la posición de escolta. 

## Trayectoria deportiva

### Universidad
Jugó cuatro temporadas en los Bears de la Universidad Estatal Morgan, en las que promedió 15,4 puntos, 3,9 rebotes y 1,3 robos de balón por partido. Fue incluido en sus dos últimas temporadas en el mejor quinteto de la Mid-Eastern Athletic Conference, siendo además elegido en 2010 Jugador del Año de la conferencia.

### Profesional
Tras no ser elegido en el Draft de la NBA de 2010, firmó con el AS Salé de Marruecos, donde promedió 18,6 puntos y 5,0 rebotes por partido, permaneciendo hasta febrero de 2011, cuando regresó a su país para jugar en los Erie BayHawks de la NBA D-League, donde únicamente disputó dos partidos en los que promedió 3,0 puntos.
En el verano de 2011 fichó por el SKK Kotwica Kołobrzeg polaco, con el que disputó 20 partidos, promediando 12,1 puntos y 3,6 rebotes por partido, hasta que en febrero de 2012 fue despedido por bajo rendimiento.
En noviembre de2012 se comprometió con el BC Beroe de la liga búlgara, donde completó una temporada en la que promedió 21,5 puntos y 4,3 rebotes por partido. Al año siguiente se comprometió con el Final Gençlik de la TBL turca, donde en su primera temporada promedió 22,6 puntos y 4,5 rebotes por partido, mientras que al año siguiente sus números fueron de 23,9 puntos y 4,1 rebotes.
En abril de 2015 fichó por el Le Mans Sarthe Basket francés, de cara a reforzar el equipo en el final de temporada, aunque únicamente disputó unos pocos minutos en dos partidos. En el mes de julio marchó a Italia para firmar con el Basket Brescia Leonessa de la Serie A2, donde jugó 24 partidos, en los que promedió 14,1 puntos y 3,5 rebotes.
En noviembre de 2016 regresó a la TBL turca para fichar por el Ankara DSİ.